# Achondrostoma salmantinum
La sarda (Achondrostoma salmantinum) è un pesce d'acqua dolce appartenente alla famiglia Cyprinidae.

## Distribuzione e habitat
La sua distribuzione comprende i fiumi Huebra, Turones e Uces nel bacino idrografico del Duero in Spagna.
Vive in tratti fluviali con fondi di sabbia, moderata corrente ed abbondanza di vegetazione acquatica.

## Descrizione
Si distingue dalle altre specie del Genere Achondrostoma per caratteri genetici e per il numero di scaglie sulla linea laterale e di raggi nelle pinne.

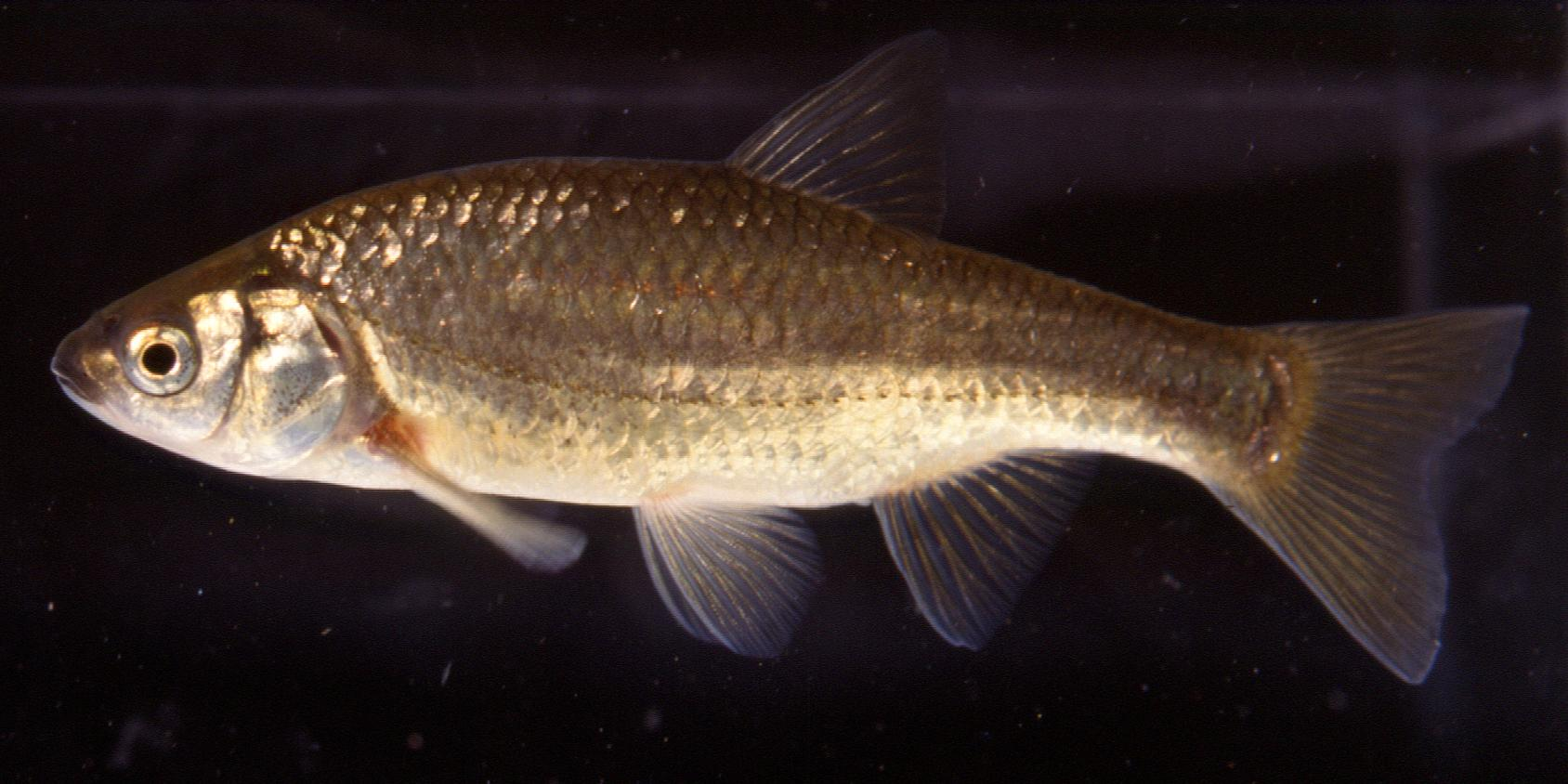
Chondrostoma olisiponensis

Non supera i 7 cm di lunghezza.

## Specie affini
Chondrostoma olisiponensis (Gante, Santos & Alves, 2007) è una specie affine endemica del basso corso del Tago, in Portogallo. La sua biologia è ignota.